# آلف (الأرض الوسطى)

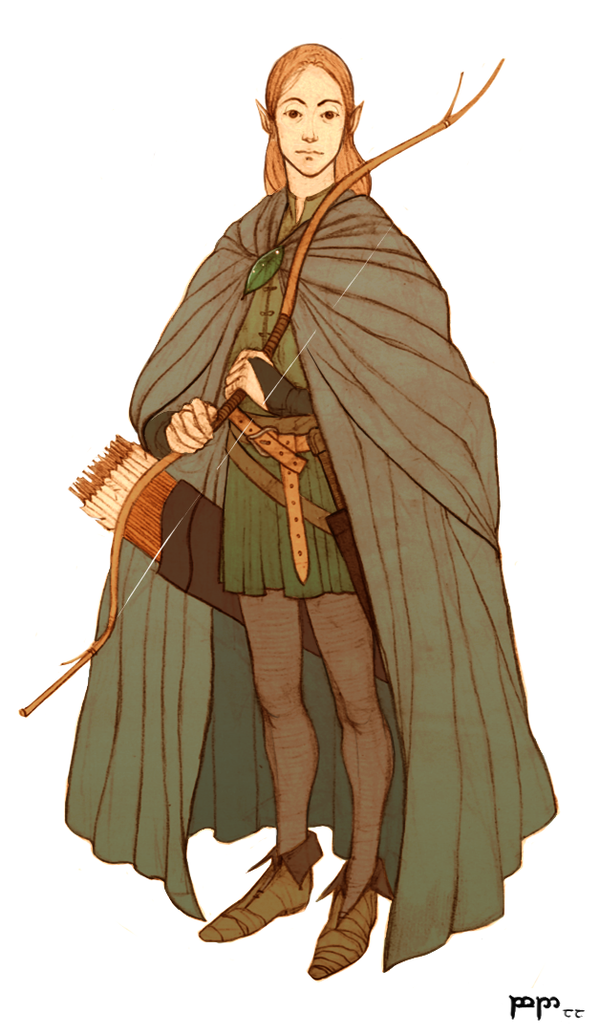
لوجولا كرين الف، شخصية في فيلم سيد الخواتم

في روايات تولكين، الآلف (بالإنجليزية: Elf)‏ هو أحد الأعراق التي تسكن في الأرض الوسطى الخيالية. يظهر شعب الآلف في رواية الهوبيت وثلاثية سيد الخواتم. ويتم وصف تاريخهم المعقّد والثري بشكل أعمق في رواية السلمارية. قام تولكين بالكتابة عن الآلف قبل وقت طويل من نشر رواية الهوبيت.
الأوالف (جمع آلف) هم الأبناء البكر للآلهة إلوفاتار. وهم كائنات خالدة تقريبا حيث لا تأثير للشيخوخة والمرض عليهم. فقط إصابة بليغة أو حزن عميق يمكن أن يفصل أرواحهم عن أجسادهم. عندما يفنى الآلف، تذهب روحه إلى كهوف مندوس، وينتظر أن يستنسخ من جديد.
للآلف هيأة شبه بشرية مع قامة مديدة وآذان مدببة. لا تنبت اللحي للآلف إلاّ في سن كبيرة.
مهارتهم الكبيرة في استعمال القوس والنصل الآلفي يجعل منهم محاربين أشدّاء، وهم أيضا من ألدّ أعداء سيد الخواتم.